# 盛時選
盛時選（1530年—？），字以仁，錦衣衛籍直隸蘇州府吳縣人，明朝政治人物。

## 生平
嘉靖二十八年（1549年）己酉科順天府鄉試第十九名舉人。嘉靖四十一年（1562年）中式壬戌科會試第二百六十七名，三甲第八十三名進士。历任凤翔府、河间府推官，隆慶二年（1568年）五月選授山東道監察御史，巡按遼東，六年七月考察，降調外任。後官至绍兴府知府。

## 家族
曾祖盛芳，恩例冠帶；祖父盛玥；父盛巒，教授。母毛氏。具庆下。